# Möbelwagen
Möbelwagen (niem. meblowóz) – niemieckie samobieżne działo przeciwlotnicze z okresu II wojny światowej zbudowane na podwoziu czołgu PzKpfw IV. Produkowane od marca 1944 do marca 1945 przez Deutsche-Eisenwerke i BMM.

## Historia

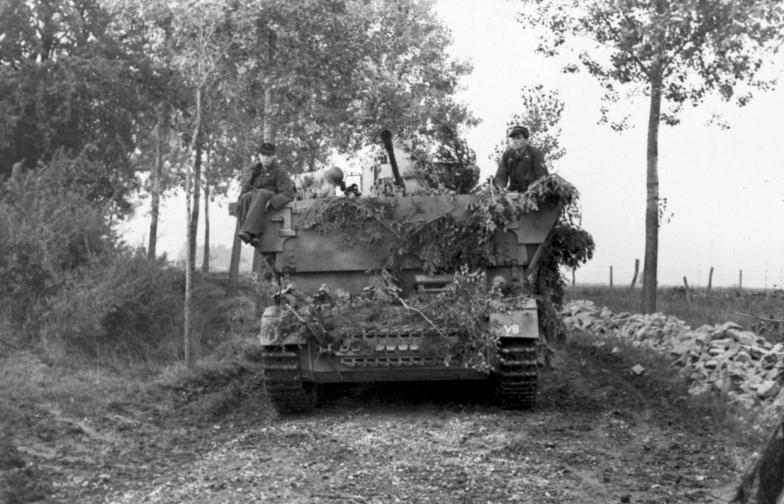
Möbelwagen w północnej Francji, 21 czerwca 1944

W roku 1943 pojawiła się propozycja, aby na podwoziu czołgu PzKpfw IV zbudować mobilne działo przeciwlotnicze, bardzo potrzebne jednostkom frontowym Wehrmachtu. Flakpanzer IV Möbelwagen został zaprojektowany przez firmę Krupp, uzbrojony był w cztery sprzężone działka Flak 38 kalibru 20 mm. Jednak 14 maja roku zapadła decyzja o niewdrażaniu Möbelwagena do produkcji. Pomimo tego powstał jeden prototypowy egzemplarz, który ukończono w październiku i zaprezentowano Hitlerowi 7 grudnia. 28 stycznia 1944 roku podjęto decyzję o produkcji tymczasowego modelu wyposażonego w pojedyncze działo Flak 43 kalibru 37 mm. 7 kwietnia w firmie Böhmisch-Mährisch z Pragi ukończono produkcję pierwszych 20 egzemplarzy, które przydzielono stacjonującym w Zachodniej Europie dywizjom pancernym 15 czerwca. Do zakończenia produkcji w marcu roku 1945 wyprodukowano 205 sztuk (inne źródła mówią o 240 lub 250 sztukach).

## Konstrukcja
Głównym uzbrojeniem pojazdu było działo 3,7 cm FlaK 43 L/60. Uzbrojeniem defensywnym był karabin maszynowy MG 42 Podstawą działa były wycofane z frontu podwozia czołgu PzKpfw IV. Na nich montowano działo osłonięte opuszczanymi płytami pancernymi o grubości 20 mm. Po opuszczeniu boczne osłony tworzyły platformę dla załogi. Szybko wyszła na jaw główna wada takiego rozwiązania: załoga były narażona na nieprzyjacielski ostrzał. Wszystkie krytyczne spostrzeżenia doprowadziły wkrótce do powstania nowych konstrukcji: dział Wirbelwind i Ostwind I.